# Шор і Шоршор
«Шор і Шоршор» (рос. «Шор и Шоршор», вірм. «Շոր և Շորշոր») — вірменський радянський художній фільм кінорежисерів Амо Бек-Назаряна і Арменака Даніеляна. Цей фільм — одна з перших спроб створити національну вірменську кінокомедію. По мотивам оповідання Мушега Багратуні.

## Сюжет
Сонячна долина Аштарака. Два нерозлучні друзі Шор і Шоршор, які завжди байдикують. Не змовляючись, дружини виганяють їх з будинку і кажуть не повертатися без продуктів додому. Друзі вирушають в дорогу…

## Актори
- Амбарцум Хачанян — Шор
- Арам Амірбекян — Шоршор
- Ніна Манучарян — Ехсо, дружина Шора
- Авет Восканян — Вардан
- Григорій Аветян — мельник
- Баграт Мурадян — Гукас
- Єлизавета Адамян — Ерікназ, дружина Шоршора
- Іван Степанян — сільський староста
- Аркадій Арутюнян — Оган
- Тигран Шамірханян — Ваган
- Малян Давид Мелкумович — диявол